# 釐公 (宋)
釐公（僖公、きこう、? - 紀元前831年）は、西周の諸侯である宋の君主（在位前859年 - 前831年）。姓は子、名は挙。厲公の子。厲公の後をうけて宋国の君主となった。在位28年。